# Semapa
Semapa est une entreprise portugaise qui fait partie de l'indice PSI-20